# Mäusemachen
Das Mäusemachen, d. h. die Erschaffung bzw. Herbeizauberei von Mäusen – die als Plage angesehen wurden – war eine zur Zeit der Hexenverfolgungen der Hexerei zugeschriebene Tätigkeit und eines der typischen Verbrechen der Dämonologie, das man als Hexe oder Zauberer beschuldigten Menschen, oft auch gerade sehr jungen, zuschrieb. Im Umkehrschluss “erkannte” man Hexen und Zauberer daran, dass sie Mäuse machen konnten. Nach weit verbreitetem Aberglauben wurde Kindern, die an die Hexerei herangeführt werden sollten, zuerst das Mäusemachen beigebracht.